# Karl-Dieter Oestmann

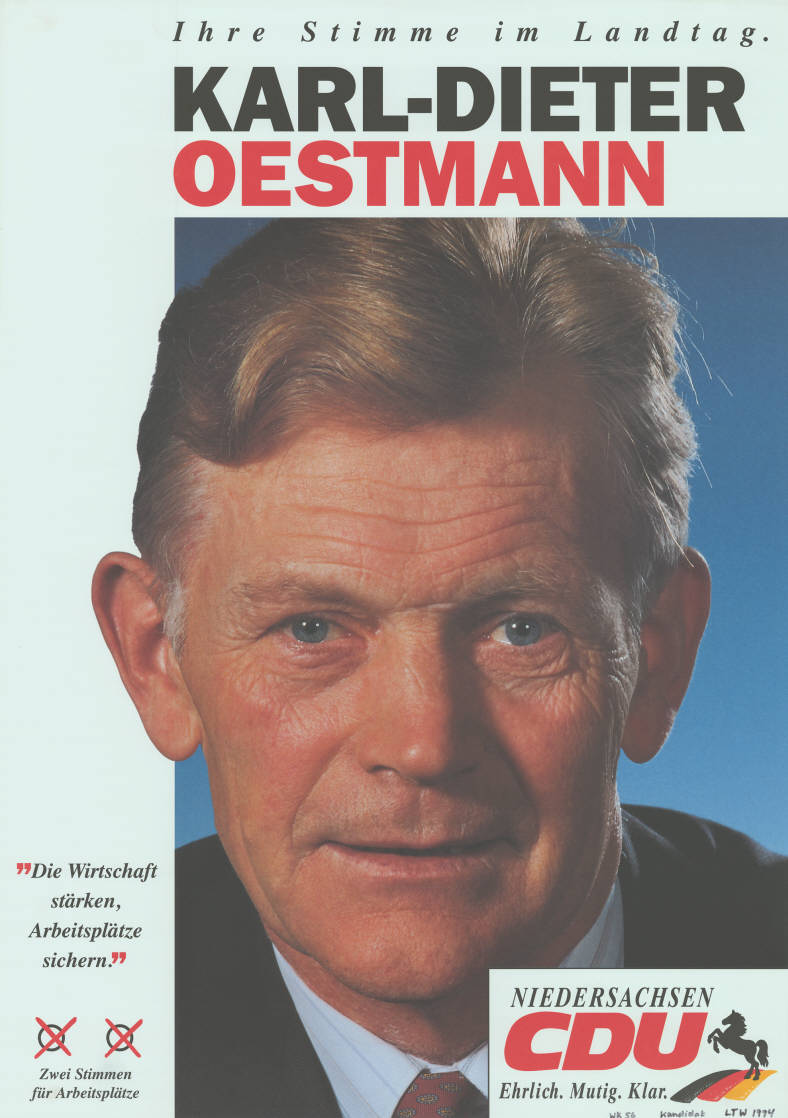
Kandidatenplakat zur Landtagswahl in Niedersachsen 1994

Karl-Dieter Oestmann (* 28. Februar 1934 in Celle) ist ein niedersächsischer Politiker (CDU) und war Mitglied des Niedersächsischen Landtages.
Oestmann besuchte die Oberschule Verden/Aller bis 1949 und begann im Anschluss eine Ausbildung zum praktischen Landwirt. Im Jahr 1960 wurde er selbständiger Landwirt. Von 1954 bis 1969 war er in der Jugendverbandsarbeit ehrenamtlich tätig. 
Mitglied der CDU wurde Oestmann 1962. Er wurde Vorsitzender des CDU-Kreisverbandes Soltau-Fallingbostel und des Bezirksverbandes Lüneburg. Ferner war er Mitglied des Aufsichtsrates der Niedersächsischen Landgesellschaft in Hannover und Beiratsmitglied der HASTRA Hannover. Oestmann war Mitglied des Vorstandes der Verbindungsstelle Landwirtschaft-Gewerbliche Wirtschaft in Hannover und Vorsitzender des Verwaltungsrates der Kreissparkasse Fallingbostel in Walsrode.
1961 wurde Oestmann Ratsherr und 1991 Bürgermeister der Stadt Rethem, 1964  Kreistagsabgeordneter des Landkreises Fallingbostel, dort Landrat, ab 1978 Landkreis Soltau-Fallingbostel und hier Fraktionsvorsitzender. 1974 Ratsherr der Samtgemeinde Rethem und deren Bürgermeister. Oestmann war Mitglied des Niedersächsischen Landtages der siebten bis elften Wahlperiode vom 21. Juni 1970 bis 20. Juni 1990 und der 13. und 14. Periode von 1994 bis 2003. Er war stellvertretender Vorsitzender der CDU-Landtagsfraktion vom 29. April 1982 bis 20. Juni 1990 und ferner Vorsitzender des Ausschusses für Ernährung, Landwirtschaft und Forsten vom 27. Februar 1976 bis 20. Juni 1990.